# Bunyan's Cove
Bunyan's Cove is een dorp en local service district in de Canadese provincie Newfoundland en Labrador, aan de oostkust van het eiland Newfoundland.

## Geschiedenis
In 1988 kreeg Bunyan's Cove voor het eerst beperkt lokaal bestuur doordat de plaats een local service district werd.

## Geografie
Bunyan's Cove ligt aan de zuidelijke oever van Clode Sound, een diep ingesneden zee-inham van Bonavista Bay. De plaats is bereikbaar via Route 233.

## Demografie
De designated place Bunyan's Cove kende de laatste decennia, net zoals de meeste afgelegen Newfoundlandse plaatsen, een dalende demografische trend. Tussen 1991 en 2021 daalde de bevolkingsomvang van 571 naar 441. Dat komt neer op een daling van 130 inwoners (-22,8%) in dertig jaar tijd.
| Demografische ontwikkeling van Bunyan's Cove tussen 1991 en 2021 |
| ---------------------------------------------------------------- |
|                                                                  |
| Bron: Statistics Canada (1991–1996, 2001–2006, 2011–2016, 2021)  |